# Naqsch-e Rostam
Koordinaten: 29° 59′ 20″ N, 52° 52′ 29″ O

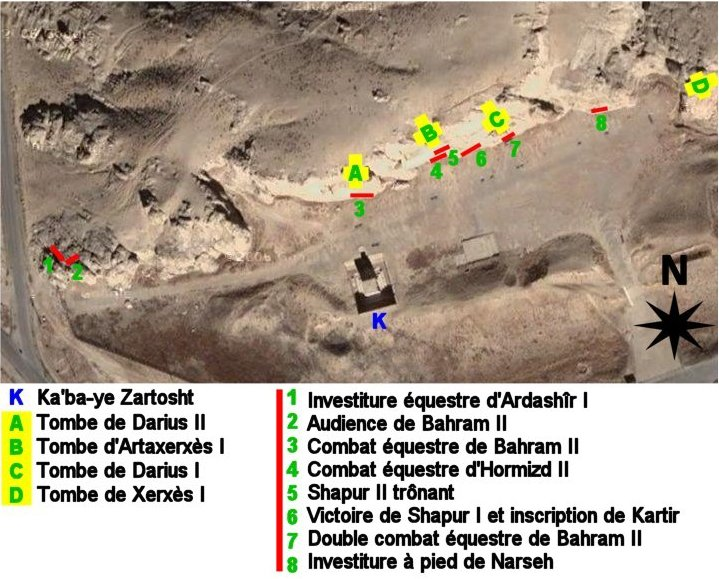
Lageplan Naqsch-e Rostams mit allen Gräbern und Reliefs

Naqsch-e Rostam (auch Naqsh-i Rustam; persisch نقش رستم, DMG Naqš-e Rostam, ‚Darstellung des Rostam‘, selten auch persisch تخته رستم, DMG Taḫte-ye Rostam, ‚Tafel des Rostam‘) ist eine archäologische Stätte in der süd-iranischen Provinz Fars, sechs Kilometer nördlich von Persepolis bei Schiras. Hier befinden sich vier Felsengräber achämenidischer Großkönige sowie eine Reihe sassanidischer Felsreliefs. Bevor Forscher des 19. Jahrhunderts den Sinn der Reliefs erkannten und auch die Inschriften entzifferten, war man in Persien generell der Meinung, es handele sich um Darstellungen aus dem Leben ihres mythologischen Nationalhelden Rostam, worauf der Name des Ortes letztlich zurückzuführen ist.

## Gräber als Abbildungen bzw. Darstellungen als Gräber

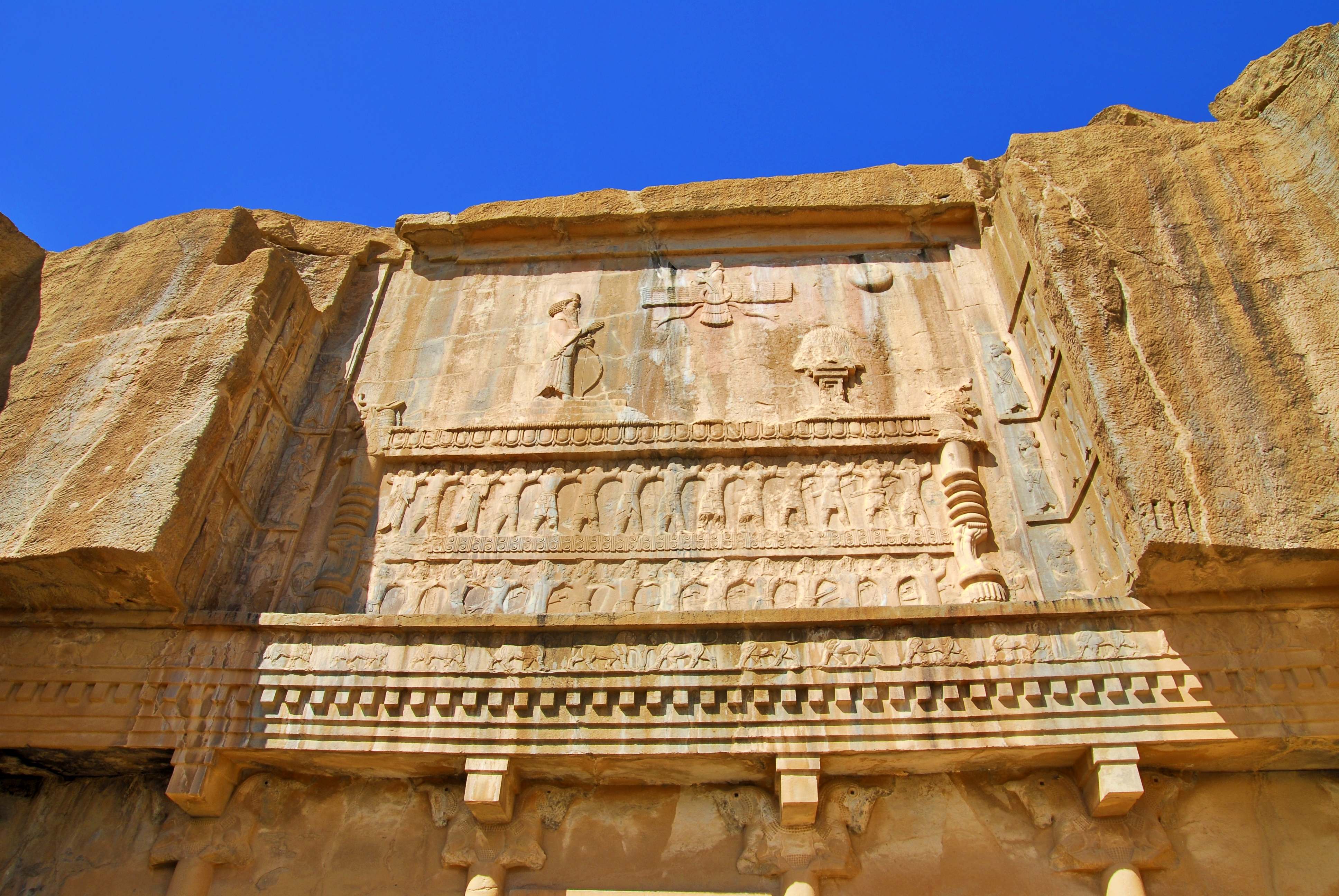
Relief über dem Grabkammer-Eingang des Felsengrabs von Xerxes I.

An einer steilen Felswand, die die Grenze eines Plateaus bildet, ließ der persische König Dareios I. ein Felsgrab in den Stein meißeln. Die kreuzförmige Gestalt des Grabes geht auf ältere Vorbilder zurück. Ein zweiregistriges Relief über dem Eingang zeigt, wie die Figur in der Flügelsonne dem vor dem Feueraltar stehenden Großkönig einen Ring oder ein Diadem überreicht. Der König steht auf einem dreistufigen Postament oder Podest, das von 30 Vertretern von 28 Völkern des Persischen Reiches getragen wird. Inschriften (DNa und DNb) befinden sich neben den dargestellten Personen. Diese Inschriften waren, wie eine jüngst vorgestellte Untersuchung beweist, ursprünglich farbig gefasst. Ernst Herzfeld hat die Inschriften im Jahr 1923 abgeklatscht. Diese Negative befinden sich heute im Archiv der Freer Gallery of Art und des Arthur M. Sackler Museums, Smithsonian Institution, in Washington, DC.
Der Mittelteil wird als Wiedergabe der Fassade des königlichen Palastes in Persepolis gedeutet. Der Eingang in die Grabkammer wird von vier Säulen, zwei auf jeder Seite, gesäumt. Eine Inschrift auf Altpersisch, Elamisch und Babylonisch berichtet über die Regierungszeit von Dareios und gilt zudem als Testament des Großkönigs und überliefert seine Herrschaftsideologie. Der untere Teil der Grabfassade ist geschliffen, aber frei von sonstiger Bearbeitung.
Das Grab hat drei Hauptkammern, in denen sich je drei Sarkophage befinden, die aus dem Fels gemeißelt wurden. Die Deckel sind nur noch in Fragmenten erhalten.
Am Grab des Dareios wurde außerdem eine aus der späten achämenidischen oder der frühen hellenistischen Zeit stammende aramäische Inschrift gefunden, die sich jedoch aufgrund ihrer starken Verwitterung nicht mehr entziffern lässt.
Dareios’ Nachfolger Xerxes I. (486–465 v. Chr.), Artaxerxes I. und Dareios II. ließen in dieser Felswand ebenfalls Grabmäler errichten, die größtenteils genaue Kopien des Grabes von Dareios I. sind, jedoch mit einer jeweils unterschiedlichen Anzahl an Grabkammern und darin enthaltenen Sarkophagen. Außerdem befindet sich an Xerxes’ Grab keine Inschrift.
Die Nachfolger Dareios’ II., Artaxerxes II. und Artaxerxes III., ließen Grabstätten derselben Art bei Persepolis errichten; ein drittes, unvollendetes Grab ist hier auch vorhanden, als Bauherr wird oft Dareios III. genannt, dies ist in der Forschung allerdings umstritten.

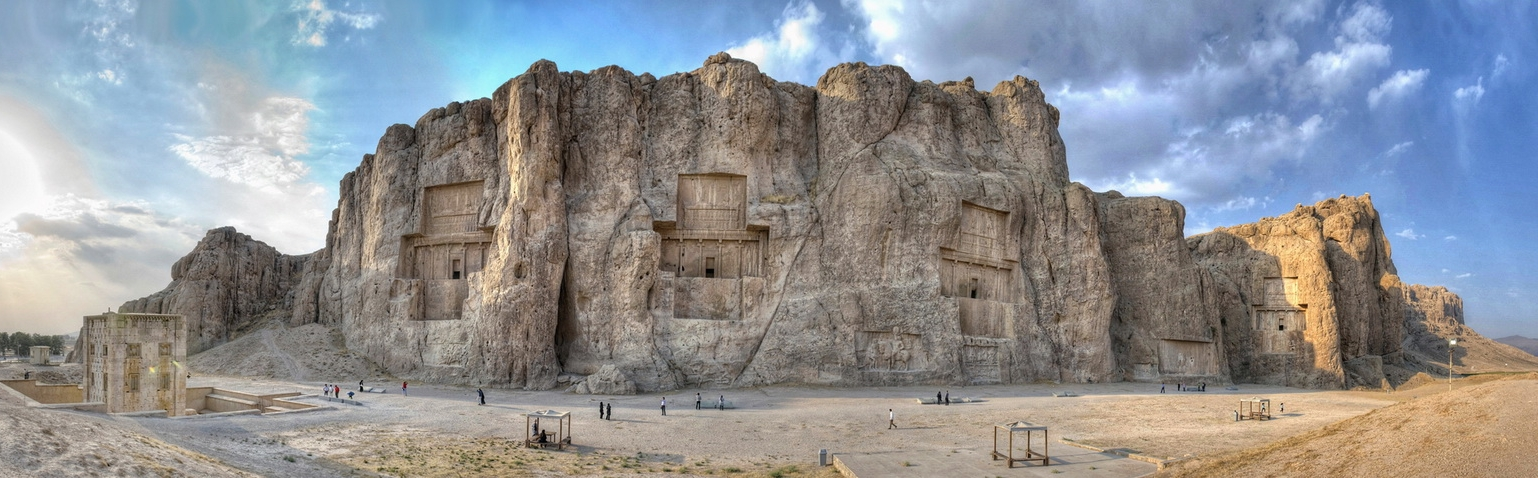
Naqsch-e Rostam mit der Kaʿbe-ye Zartuscht (ganz links) und den kreuzförmigen Felsengräbern der Könige (von links nach rechts) Dareios II., Artaxerxes I., Dareios I. und Xerxes I.

## Felsreliefs

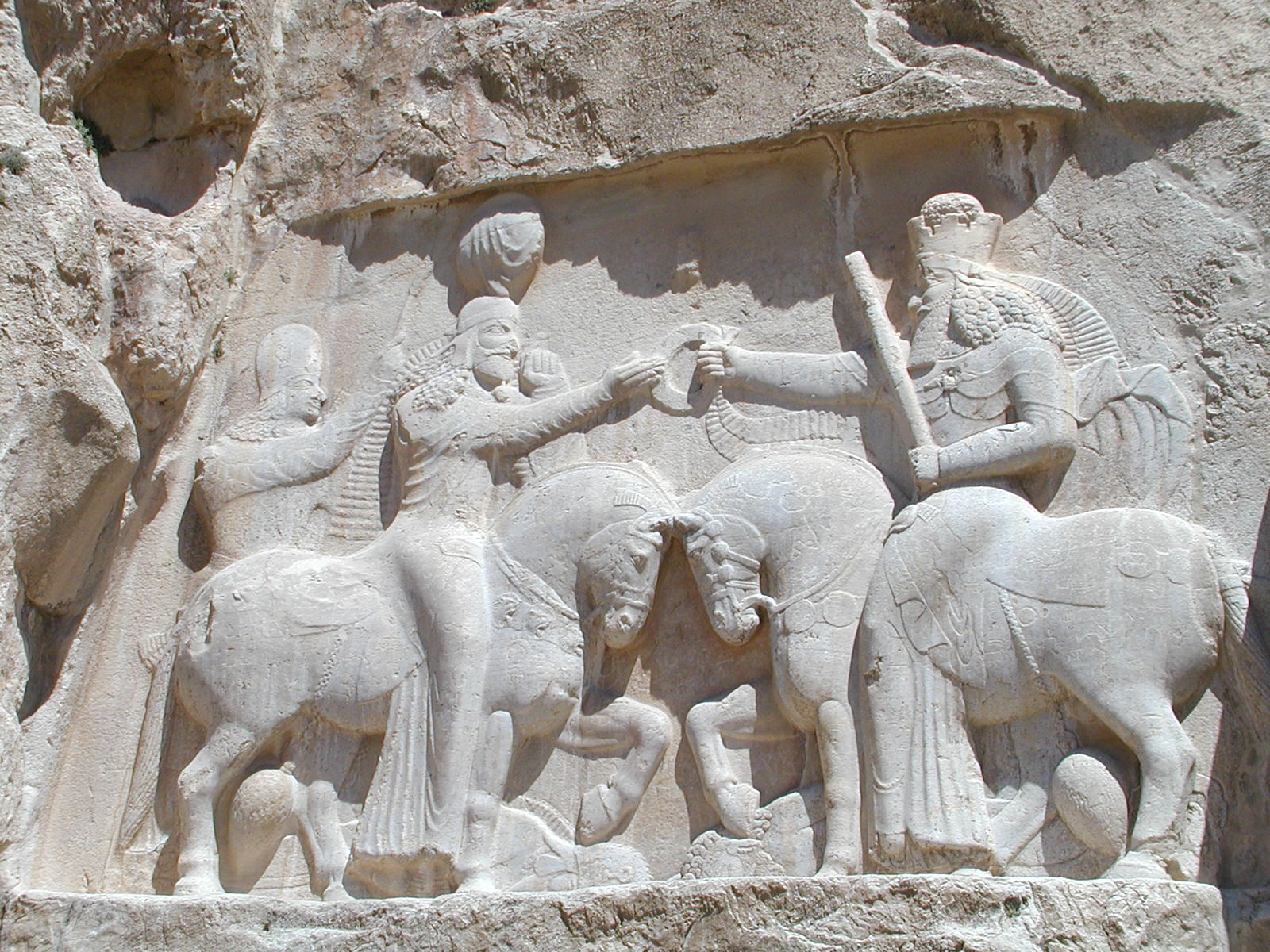
Investiturszene: Ardaschir I. und Ahura Mazda (rechts)

Eine in Persepolis gefundene sassanidische Inschrift belegt, dass die Kenntnis über die Achämenidenzeit zur Zeit der Sassaniden in Persien verloren gegangen war. Dennoch war den sassanidischen Königen bekannt, dass es einmal ein großes und mächtiges Perserreich gegeben hatte. So waren auch die Grabstätten von Naqsch-e Rostam bekannt und wurden von den Sassaniden mit Respekt betrachtet. Vermutlich um ihre Herrschaft zu legitimieren, ließen mehrere Sassanidenkönige an der Felswand acht große Reliefs einmeißeln und zwar dort, wo die Achämenidengräber liegen. Einige Reliefs liegen sogar unmittelbar unterhalb derselben.
Der erste König, der sich hier verewigen ließ, war Ardaschir I. (regierte 224–241), der erste Sassanidenkönig. Er übernimmt die auf den Grabmälern gezeigte Darstellung, wie ihm von der Figur in der Flügelsonne ein Symbol der Herrschaft überreicht wird. Allerdings werden hier beide zu Pferde gezeigt, und Ahura Mazda, in der Linken ein Barsombündel (die geweihten Zweige des zoroastrischen Feuerkults) haltend, ist mit Ardaschir auf Augenhöhe und wurde als Mensch abgebildet. Unter den Pferden liegen zwei Leichen: Die eine, unter Ardaschir, ist der besiegte Partherkönig Artabanos IV., die andere ist Ahriman, der teuflische Gegenspieler Ahura Mazdas. Auf den Pferden befindet sich eine in mittelpersischer, parthischer und griechischer Sprache verfasste Inschrift, die die Szene erklärt. Ein fast identisches Relief ließ Ardaschirs Sohn Schapur I. in Naqsch-e Radschab anfertigen.
Ardaschirs Sohn und Nachfolger Schapur I. ließ ein Relief anbringen, das ihn triumphierend über den beiden besiegten und bezüglich des zweiteren verschleppten römischen Kaisern Philippus Arabs und Valerian zeigt, Philipp kniend und Valerian mit erhobenen Armen; ebenso ließ er zur Feier seiner militärischen Erfolge eine dreisprachige Inschrift an der Kaʿbe-ye Zartuscht anbringen (so genannte res gestae divi Saporis in Griechisch, Mittelpersisch und Parthisch).
Ein weiteres Relief zeigt einen als Hormizd I. identifizierten König, der einen Feind im Kampf besiegt. Bahram II. ließ zwei Reliefs anbringen, eines über dem seines Vorgängers Bahram I. und eines, das an ein viel älteres, vermutlich elamisches Relief angegliedert wurde. Es zeigt Bahram II. im Kreis seiner Familie und von Mitgliedern des Hofstabes. Das elamische Relief zeigt vermutlich eine königliche oder göttliche Figur. Das zweite Relief Bahrams zeigt, wie das seines Vorgängers, den König zu Pferde, wie er einen nicht eindeutig zu identifizierenden Feind besiegt. Ein um 290 angebrachtes Porträt zeigt Kartir, den damaligen obersten Priester (Mobad) des Sassanidenreiches. Die Inschrift daneben beschreibt seinen Werdegang.
Das letzte Relief zeigt Hormizd II. im Kampf mit einem berittenen Gegner, der jedoch aufgrund der starken Verwitterung nicht mehr zu identifizieren ist.

## Ikonographie
Die klassische königliche achämenidische Kunstform wie sie im Relief von Naqsch-e Rostam gezeigt wird, stellt einen bedeutenden Bruch zur Darstellungsform des früh in der Regierungszeit des Dareios I. errichteten Behistun-Reliefs dar. Im Mittelpunkt der neuen königlichen Ideologie steht die ahistorische Perspektive eines Königtums, das auf göttlicher Legitimation beruht und in kosmischer Harmonie steht. Alle Reliefs von Naqsch-e Rostam folgen dem Modell des Dareios I. und weichen mit der Ausnahme der fehlenden Inschriften nur leicht von dem Vorbild ab.
Das Relief von Dareios I. von Naqsch-e Rostam ist zusammen mit den Reliefs der Paläste in Persepolis und Susa und der Glyptik aus den Verwaltungsarchiven von Persepolis Ausdruck der klassischen königlichen achämenidischen Kunstform. Von sechs Kompositionen, die in dieser Kunstform vorkommen, stellt das Relief den stehenden König vor einem Altar oder einer turmähnlichen Struktur dar. Er trägt, in persischer Hoftracht gekleidet, eine zinnförmige Krone und hält einen Bogen. Die über der Szene schwebende Figur in der Flügelsonne trägt wie der König persische Hoftracht und hält einen Ring. Die Szene ist aus den Verwaltungsarchiven von Persepolis ebenfalls belegt. Das herausragende Beispiel ist ein königliches Siegel des Dareios I., das dem hohen Hofbeamten Ziššawiš gehörte. Andere Siegel von Persepolis zeigen eine Figur vor einem Altar oder einer turmähnlichen Struktur ohne Kopfbedeckung und in assyrischer Kleidung. Das könnte ein Hinweis darauf sein, dass die Komposition ihren Ursprung aus einer anderen Tradition hat.

## Kaʿbe-ye Zartuscht

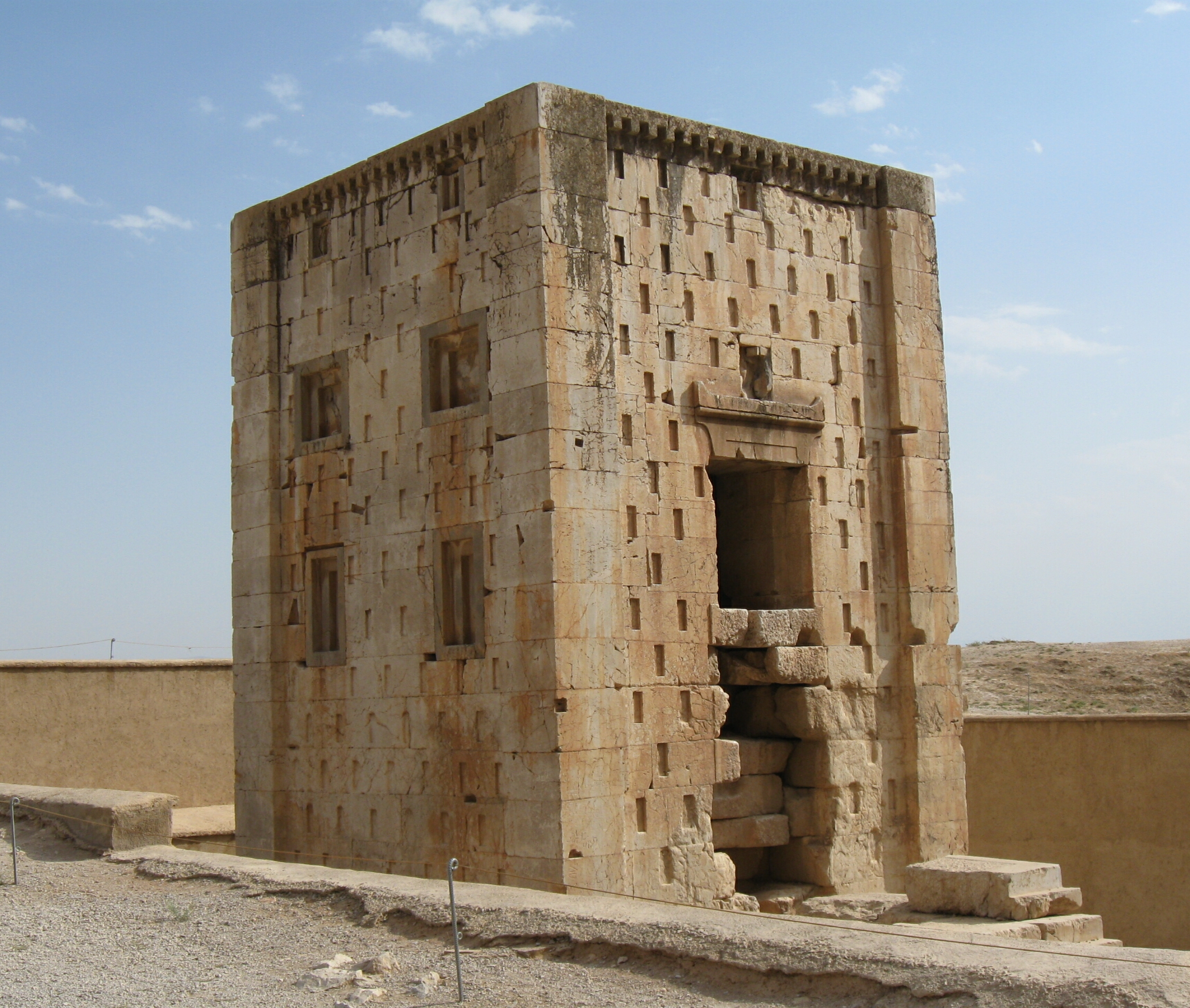
Ka'ba-ye Zartuscht, „Würfel des Zarathustra“

In Naqsch-e R ostam befindet sich außerdem ein knapp zwölf Meter hoher Turm, der Kaʿbe-ye Zartuscht (auch Kaʿaba-i Zardusht), „Kaʿba (Würfel) Zarathustras“, genannt wird. Der Zweck des vermutlich schon unter Dareios I. entstandenen Baues ist nicht bekannt.

## Naqsch-e Rostam als Drehort
Der Film A Hero – Die verlorene Ehre des Herrn Soltani von Asghar Ferhadi aus dem Jahr 2021 beginnt an den Felsengräbern von Naqsch-e Rostam.